# レジェンズツアー
レジェンズツアー（The Legends Tour）は、45歳以上の女子ゴルファーを対象としたプロゴルフツアー。2006年以前は女子シニアゴルフツアーとして知られていた。米国に本拠地を置く全米女子プロゴルフ協会の公式シニアツアーの一つである。ツアー自体は2000年に開設され、男子PGAツアー・チャンピオンズをモデルケースとし、競争力の激しいゴルフキャリアを延長できるようにすることを目的としている。

## 概要
2000年に創設され、アメリカ国内のみならず、日本やオーストラリアでの大会も開催している。2001年から2006年までは16回の大会が開催され、2007年から2013年までに45回の大会が開催されている。2013年以降、前年より4大会が増設され、過去最高の大会数となっている。
レジェンズツアーのウェブサイトによると、120名以上の登録選手が在籍し、全選手の全米女子プロゴルフ協会の大会の勝利数は675を獲得しているという。